# Edifício Hilton Santos
O Edifício Hilton Santos é um prédio localizado na avenida Rui Barbosa, no Morro da Viúva no Rio de Janeiro. Foi inaugurado, em 1953, para ser sede do Clube de Regatas do Flamengo. Por conta disso, esse edifício ficou conhecido como Sede do Morro da Viúva.
O edifício — que de acordo com a edição de 7 de junho de 1953 do Jornal dos Sports era "o maior edifício em concreto do mundo" — tinha este nome em homenagem a Hilton Santos, um dirigente do Flamengo que idealizou sua construção.
Em 22 de junho de 2018, o Flamengo oficializou sua venda para a construtura RJZ Cyrela.

## História

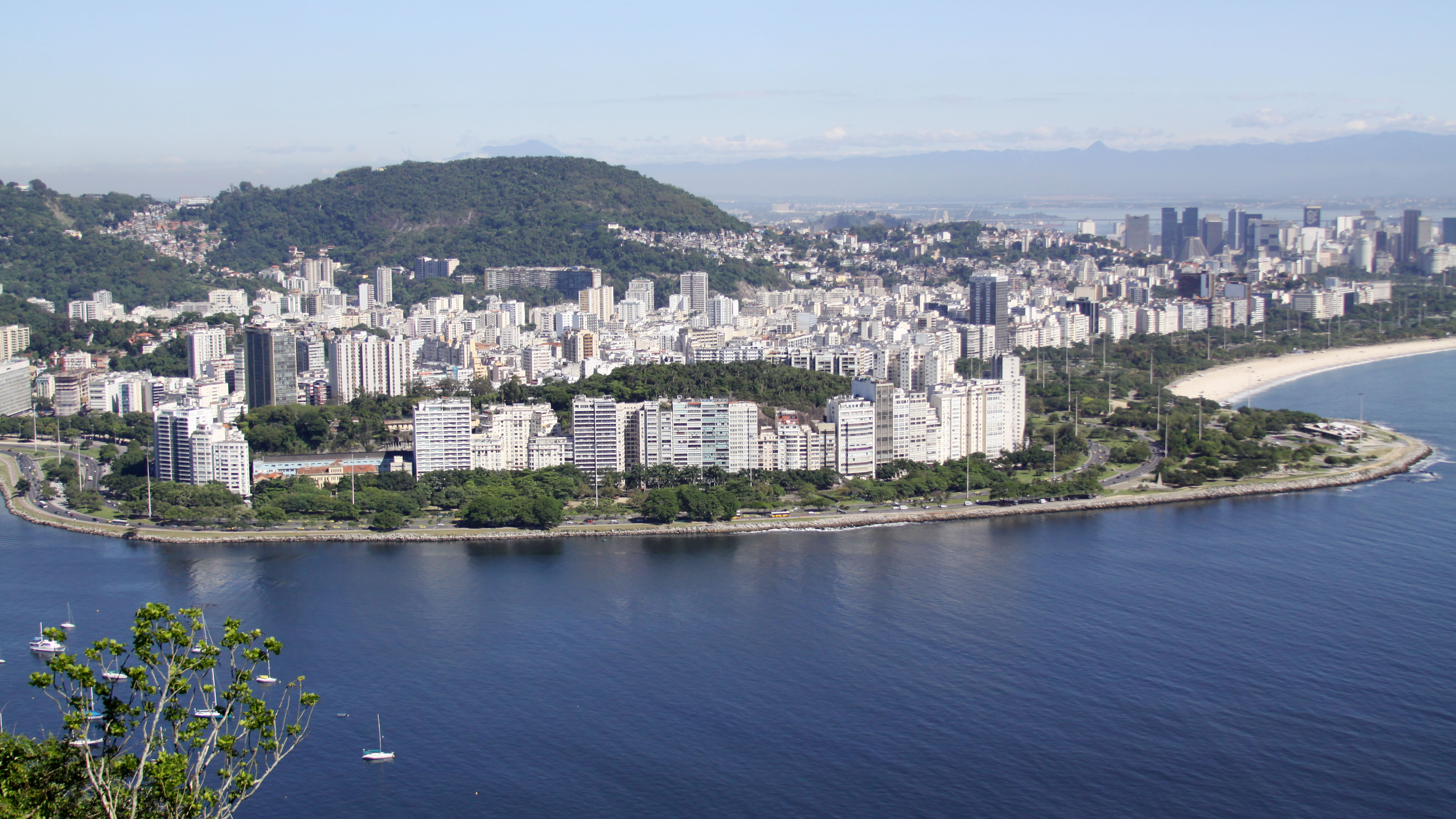
Vista do Morro da Viúva, onde o Edifício foi construído

O site ChuteiraFC conta a seguinte historia do edifício:
| “ | A história do edifício remonta ao ano de 1916, quando a Marinha destinou um terreno de praia, de 143 metros de largura por 100, para o Fluminense Football Club construir sua sede náutica. Reportagens da época não deixam claro, porém, se tratou-se de uma simples doação de espaço público a um ente privado ou alguma outra forma de comodato. Falam apenas que o clube não poderia vendê-lo. Em 14 de agosto de 1930, o presidente do Fluminense, Arnaldo Guinle, sem saber o que fazer na área, cedeu-a ao Flamengo. Em 1944, o dirigente do Flamengo, à época — Hilton Santos — idealizou a construção de um prédio - que se chamaria Palácio do Flamengo - de 24 andares, que seria inaugurado nove anos depois. Hilton Santos pegou um empréstimo junto a empresa de seguros Sul América, de mais de Cr$ 40 milhões – para construir o edifício. Os 148 apartamentos renderiam, na estimativa, Cr$ 700 mil mensais, dos quais seria descontado, com boa sobra, o necessário para pagar o empréstimo. Segundo o jornal A Noite, edição de 23 de outubro de 1953, o Palácio do Flamengo era “um palácio, com 24 andares, salões, restaurante, biblioteca, auditório, etc.” O restaurante tinha cem mesas, de quatro lugares cada. Em 15 de novembro de 1953, foi inaugurado com um “banquete para 1.000 talheres”, dois deles (sem contar os de sobremesa) sendo do presidente Getúlio Vargas. | ” |

Durante muito tempo o prédio foi utilizado como moradia de atletas do Flamengo, além de ter vários de seus apartamentos alugados para pessoas sem vínculo com o clube.
Em 2012, o prédio de 24 andares e 148 apartamentos foi arrendado pelo Flamengo por 50 anos à Rex Hotel, imobiliária do grupo EBX, do empresário Eike Batista. O plano era transformá-lo num moderno hotel de cinco estrelas com 454 quartos, em um investimento de R$ 100 milhões. A inauguração aconteceria no fim de 2015, se a crise nas empresas do empresário não impedissem a saída do projeto do papel.
Por conta disso, o edifício, ficou tão abandonado que em abril de 2015 chegou a ser invadido por um grupo de 100 pessoas. Em 2017, reportagens noticiavam que o prédio estava "há cinco anos desativado" e que tinha virado ocupação de sem-teto (a maioria, famílias que foram expulsas de um terreno da Cedae na Via Binário, na Zona Portuária do Rio). A desocupação do imóvel só aconteceu após liminar da Justiça pedindo a reintegração de posse. Esta mesma liminar devolveu o edifício ao clube, que logou abriu uma licitação para um novo arrendamento do local.
Em 22 de junho de 2018, o Flamengo oficializou a venda do edifício para a construtora RJZ Cyrela. O projeto prevê investimentos de 120 milhões de reais, com parte da verba e 30% das unidades indo para o clube (no total, o Flamengo receberá R$ 26 milhões, que irão ser aplicados em obras no novo CT do clube). O presidente da agremiação, Eduardo Bandeira de Mello, o vice de patrimônio, Alexandre Wrobel, e outros dirigentes do clube comemoram o desfecho do negócio.